# Comptes Rendus Chimie
Comptes Rendus Chimie (abrégé en C. R. Chim.) est une revue scientifique à comité de lecture. Ce journal mensuel présente des articles originaux dans tous les domaines de la chimie.
D'après le Journal Citation Reports, le facteur d'impact de ce journal était de 1,713 en 2014. Actuellement, le directeur de publications est Pierre Braunstein (Université de Strasbourg, France).

## Histoire
Au cours de son histoire, le journal a plusieurs fois changé de nom :
- Comptes rendus hebdomadaires des séances de l'Académie des sciences, 1835-1965  (ISSN 0001-4036)[3]
- Comptes rendus hebdomadaires des séances de l'Académie des Sciences. Série C, Sciences chimiques, 1966-1980  (ISSN 0567-6541)
- Comptes rendus de l'Académie des Sciences. Série IIb, Mécanique, physique, chimie, astronomie, 1980-1998  (ISSN 1251-8069)[4]
- Comptes Rendus de l'Académie des Sciences. Series IIc, Chemistry, 1998-2001  (ISSN 1387-1609)[5]
- Comptes Rendus Chimie, 2002-en cours  (ISSN 1631-0748)